# 洛奇
《洛奇》是一部1976年的美國電影，由約翰·艾維森執導，席維斯·史特龍編劇兼主演，講述一個籍籍無名的拳手洛基·巴波亞在獲得與世界重量級冠軍阿波羅·克里德爭奪冠軍的機會後奮力一搏的美国梦故事。席維斯·史特龍憑藉演繹洛基·巴波亞角色，成為好莱坞著名影星，「洛基」亦因此成為家喻戶曉的虛構角色。由1976年至今，已經拍了六部正片和三部外傳共九部洛基系列的電影。
《洛奇》一片是低成本製作，僅僅花費100萬美元，及只用28日拍攝。然而意外地竟有超過一億一千七百二十萬的票房收入。《洛奇》贏得1976年奥斯卡最佳影片奖、奥斯卡最佳导演奖和奥斯卡最佳影片剪辑奖，席維斯·史特龍獲提名奥斯卡最佳男主角奖和最佳原创剧本。

## 情節
故事開始在1975年11月的費城，洛基·巴布亞（Rocky Balboa）是一名生活在費城的業餘拳击手。他年近30，已過了拳擊生涯的巔峰。同時，他的境遇也很糟糕，由於無法靠拳賽糊口，洛基只能藉由替放高利貸的朋友收取債款來掙錢維持生活，並與拳擊館的館長米基交惡─米基認為洛基糟蹋了自己的才能，洛基也埋怨他不曾在自己身上下功夫。他對好友寶利內向的妹妹雅德莉安懷有好感，口笨舌拙地到寵物店向她搭訕是他生活中少數的樂趣。
世界拳擊重量級冠軍阿波羅·克里德（Apollo Creed）來到費城慶祝美國建國二百週年，並舉行一場拳賽，優勝者可以獲得15萬美元獎金。然而，其對手因臨時受傷而退出了比賽，阿波羅靈機一動，打算挑選一位寂寂無名的拳手作為出賽對手，以展現美國夢精神，洛基因有「意大利種馬」的綽號而被阿波羅選中。
洛基頓時成為電視台和報刊記者競相採訪的對象，而阿波羅更聲稱要在三個回合中擊倒洛基。洛基明白他能擊敗阿波羅的機會很低，因為從來沒有對手能與阿波羅打完全場。但他為了證明自己的能力，為了改變自己的命運，他與米基和解，不間斷地刻苦訓練，更自創以打生牛肉來練拳；在比賽前夕，洛基向雅德莉安吐露心聲，希望能經由撐過全場來證明自己的人生並非一文不值。
拳賽中，儘管處於下風，洛基憑藉堅韌毅力支撐15個回合，令阿波羅斷了肋骨，並差點將阿波羅擊倒。最終洛基雖因點數落敗，但他堅持到底的精神最終得到全場支持。

## 角色
- 席維斯·史特龍 飾 洛奇·巴布亞
- 塔利亚·夏尔 飾 阿德里安·潘尼諾（英语：Adrian Pennino）
- 伯特·揚 飾 保利·潘尼諾（英语：Paulie Pennino）
- 卡爾·韋瑟斯 飾 阿波羅·克里德[3]
- 布吉斯·梅迪斯 飾 米基（英语：Mickey Goldmill）
- 喬·弗雷澤 飾 他自己

## 製作

### 構想
後世常將洛基電影開頭的境遇視為史特龍當時人生的寫照─有志於戲劇的他已經試鏡失敗50次以上，僅能在色情電影演出小角色與擔任私人保鑣度日，1975年3月24日，史特龍偶然觀看了世界拳王穆罕默德·阿里與拳手查克·溫柏（Chuck Wepner)在俄亥俄州Richfield市的Richfield競技場比賽的電視轉播─這原本為維持阿里冠軍頭銜而安排的墊檔比賽因查克出人意料的表現而驚險萬分，阿里一直到最後一回合才艱苦地以技術性擊倒獲勝─受到這場比賽啟發的史特龍因此得到靈感，之後以僅僅3天半的時間創作了洛基的劇本。
聯美電影公司對劇本表現出興趣，開出了以當時標準來說十分高昂的7萬5千美元收購本劇，並提出了由保羅·紐曼、勞勃·瑞福或艾爾·帕西諾等一線紅星主演的保證；然而，史特龍堅持由自己擔任主角。最後雖然史特龍的要求得到同意，但聯美開出了相當嚴苛的條件：
一、兼任演員與編劇的史特龍僅能支領演員部分的報酬
二、電影的預算為100萬美元（約等同於當時1集電視影集的製作費）
三、原本在談判中被炒作到36萬美元高價的劇本最後以2萬美元賣出

### 拍攝
本片充分利用了當時新發明的攝影機穩定器（Steadicam），使片中大量使用的實景、動態拍攝發揮了良好的效果，其中史特龍飾演的洛基在電影主題曲的旋律中爬上費城藝術博物館階梯的一幕更因此成為了系列電影的名場面。此外，由於使用攝影機穩定器使得攝影劇組規模較小的緣故，在拍攝洛基在費城市區慢跑的戲時周邊的民眾都誤以為身材健美的史特龍是真正的運動員，市場裡一名親切的小販甚至向史特龍拋了一顆蘋果─這個意外而生動的小插曲後來就被順勢放進了電影裡。
在拍攝比賽的場景時，沒有預算請那麼多臨時演員的劇組轉而以「提供免費炸雞」的廣告募集一般民眾擔任觀眾，由於無法像專業的臨時演員那樣進行調度，因此原本劇末高潮讓興奮的觀眾把洛基抬起的場景被取消。同時，為了節省化妝的費用，劇組採取了「先從洛基傷痕累累的最後一回合開始拍攝，之後邊卸妝邊拍攝較早的回合」的拍攝方式。
由於預算拮据，史特龍的多位家人都協助了電影的拍攝─他的妻子薩沙協助擔任了本片的靜態攝影師，他的弟弟扮演了片頭聚在街頭唱歌的年輕人中的一員，而他的父親法蘭克‧史特龍二世則客串了拳擊賽裡的敲鑼手。甚至連片中洛基飼養的狗跟烏龜都是史特龍真正飼養的寵物。此外，本片的導演約翰·艾維森還為本片抵押了自己的房子。

### 未被採用的結局
史特龍最早的劇本草案中，洛基會因為米基向他表白道他是因為對黑人的憎恨提供協助而感到心灰意冷，最後放棄了出賽；但由於妻子薩沙在試閱時表示不喜歡這樣的故事，這個充滿當時美國新好萊塢電影風格但陰鬱的結尾被放棄了。
另一個拍攝完成但並未使用的結局是個低調但富有韻味的結尾：在比賽過後，隻身一人回到後台的洛基遇見了手持小國旗、正等待著他的雅德莉安，兩人牽住了彼此的手，慢慢地走出了體育館─這個未使用的最後一幕中兩人的背影後來被用到了電影的宣傳海報之上。

## 獎項
《洛奇》獲得奧斯卡金像獎十項提名，當中三項獲獎。
- 奧斯卡最佳影片獎（Best Picture）：(Robert Chartoff and Irwin Winkler) (獲獎)
- 奧斯卡最佳導演獎（Best Directing）：約翰·艾維森(John G. Avildsen) (獲獎)
- 奥斯卡最佳影片剪辑奖（Film Editing）：(Richard Halsey and Scott Conrad) (獲獎)
- 奥斯卡最佳原创剧本奖（Original Screenplay）：史泰龍(Sylvester Stallone)
- 奧斯卡最佳男主角獎（Best Actor）：史泰龍 (Sylvester Stallone)
- 奧斯卡最佳女主角獎（Best Actress）：塔里亚·希雷(Talia Shire)
- 奧斯卡最佳男配角獎（Best Actor in a Supporting Role）：伯特·揚(Burt Young)
- 奧斯卡最佳男配角獎（Best Actor in a Supporting Role）：布吉斯·梅迪斯(Burgess Meredith)
- 奥斯卡最佳原创歌曲奖（Best Original Song）： 比爾·康提（英语：Bill Conti）、Carol Connors及Ayn Robbins－"Gonna Fly Now"
- 奥斯卡最佳音响效果奖（Best Sound Mixing）： (Harry W. Tetrick, William L. McCaughey, Lyle J. Burbridge and Bud Alper)

## 其他相關
本片主角洛基與生涯無敗的傳奇重量級拳擊手洛基·馬西安諾同名，而片中洛基的家中也張貼著洛基·馬西安諾的海報；洛基擂台上的外號「意大利種馬」中種馬的拼音（Stallion）則與史特龍自己的姓氏（Stallone）相近。
洛基角色的原型查克·溫柏（Chuck Wepner）是來自新澤西州的業餘拳擊手，本行是烈酒零售店的店員，並無受過專業訓練，但曾拿下新澤西州州冠軍，阿里的經紀人挑選他做對手的主要用意是讓阿里在連續比賽中與稍弱對手比賽，好得到有喘息與休養的機會，以迎接之後的硬仗。但查克出乎意料的與阿里纏鬥15回合，中間甚至一度擊倒阿里，他雖敗猶榮的表現因此得到全場喝采。而史特龍則是兩週後致電查克洽談要把他的故事拍成電影之事。
本片正式上映前舉辦的試映會上，曾發生過觀影的影評人們並未在劇終時拍手並全部默默離席的插曲，當史特龍以為自己遭到失敗，沮喪地與母親一起步出播映廳時，才發現對本片充滿好評的影評人們正聚集在門外對他抱以最正式的熱烈掌聲。

## 外部連結
- 開眼電影網上《洛奇》的資料（繁體中文）
- 豆瓣电影上《洛奇》的資料 （简体中文）
- 时光网上《洛奇》的資料（简体中文）
- AllMovie上《洛奇》的资料（英文）
- 爛番茄上《洛奇》的資料（英文）
- Box Office Mojo上《洛奇》的資料（英文）
- TCM电影资料库上《洛奇》的资料（英文）
- 互联网电影数据库（IMDb）上《洛奇》的资料（英文）